# Iljuschin Il-18
Die Iljuschin Il-18 (russisch Ильюшин Ил-18, NATO-Codename: Coot) ist ein viermotoriges Passagierflugzeug des sowjetischen Herstellers Iljuschin. Der Typ ist mit einem einziehbaren Fahrwerk, Turbopropantrieb und einer Druckkabine ausgerüstet. Der Erstflug fand am 4. Juli 1957 unter Testpilot Wladimir Kokkinaki statt.

## Geschichte

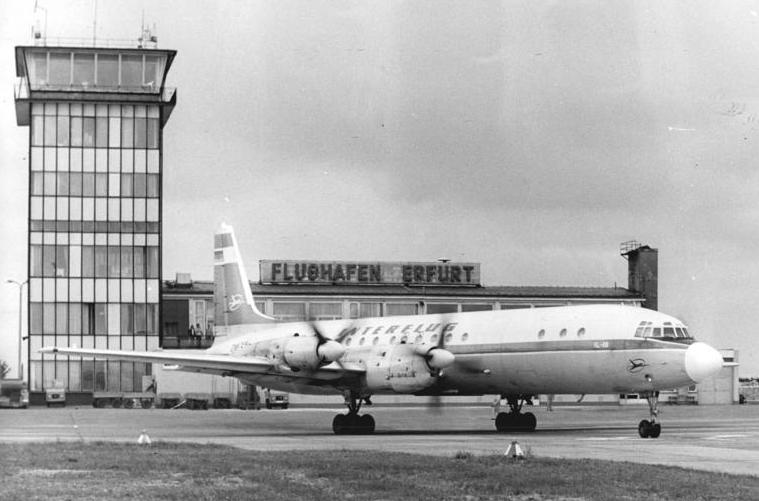
Il-18 der Interflug auf dem Flughafen Erfurt, 1979

Die Aeroflot forderte Mitte der 1950er Jahre ein neues Flugzeug für 75 bis 100 Passagiere. Aufbauend auf dem nie zur Serienreife gelangten Typ Il-18 von 1946 verstand es Iljuschin, schon 1957 ein den Anforderungen entsprechendes Muster vorzuweisen. Die Grundversion, von der 20 Maschinen hergestellt wurden, hatte Platz für 75 bis 100 Passagiere. Sie wurde ab 1959 an die Aeroflot geliefert. Danach wurde die Il-18B für 84 Passagiere hergestellt. Es existieren weitere Versionen, die sich in Bestuhlung und Reichweite unterscheiden. Größte Variante ist die Il-18D für 122 Passagiere. Die Produktion erfolgte im staatlichen Flugzeugwerk Nr. 30 in Moskau.
Die Aeroflot und die sowjetischen Luftstreitkräfte setzten etwa 600 Maschinen dieses Typs ein, 100 weitere wurden exportiert. Nach dem Ende des Einsatzes bei der Aeroflot als Passagiermaschine wurde in der Sowjetunion bzw. in Russland eine Anzahl zu Aufklärern Iljuschin Il-20M, als fliegende Kontrollstation Iljuschin Il-22M und zu U-Boot-Bekämpfungs-Flugzeugen Iljuschin Il-38 umgebaut.
Im Dezember 2008 galten noch 84 Maschinen als im Dienst befindlich (in Ländern der ehemaligen Sowjetunion, auf Kuba sowie in Nordkorea).

## Konstruktion

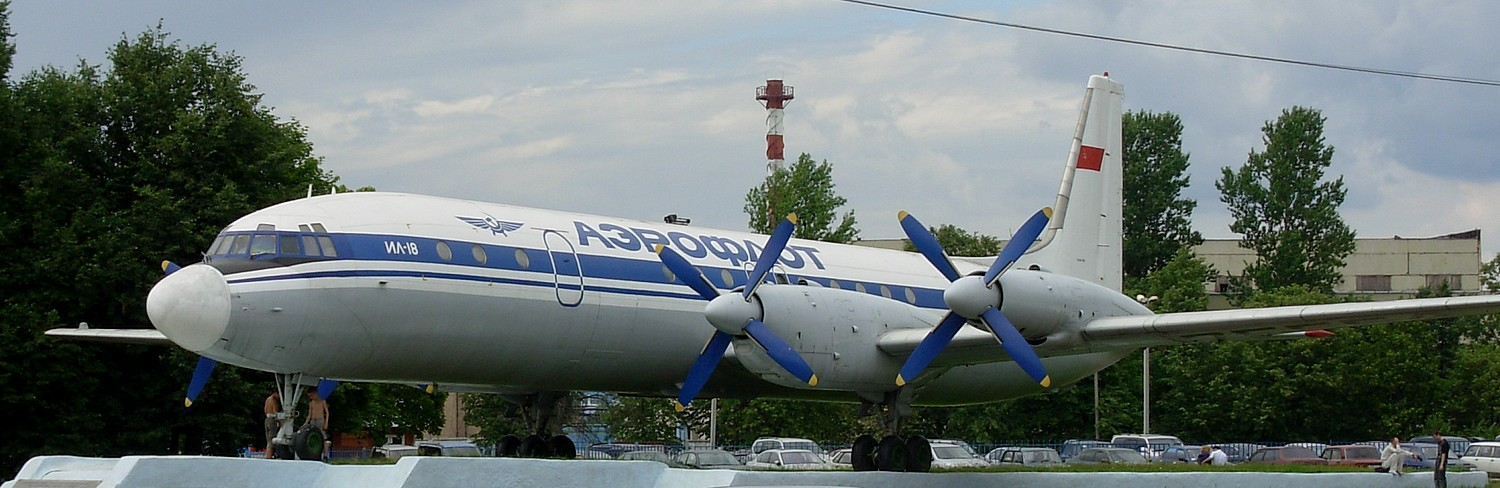
Ausgestellte Iljuschin Il-18 am Moskauer Flughafen Scheremetjewo

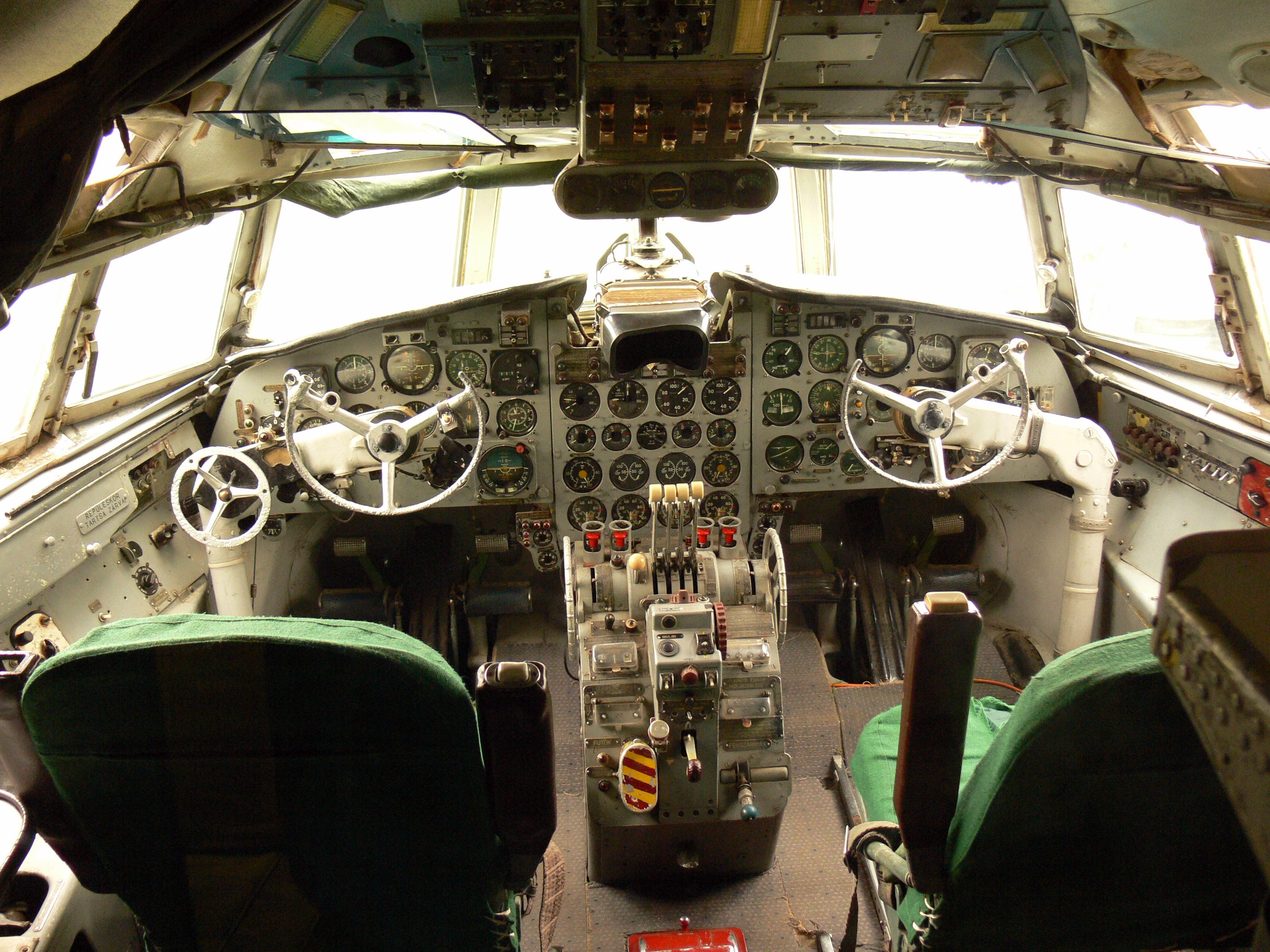
Cockpit

Die Il-18 hat einen Rumpf vom 3,5 m Durchmesser mit einer Druckkabine von 28 m Länge und etwa 2 m Höhe. Aufgrund der Unfälle mit der Comet wurde die Außenhaut an über 150 Stellen verstärkt. Die Kabine war ursprünglich für eine 5-Mann-Besatzung (zwei Flugzeugführer, Funker, Navigator, Bordingenieur), 75 Passagiere mit 1020 mm Sitzabstand oder 100 Passagiere mit 990 mm Sitzabstand ausgelegt. Im Bug hinter der Besatzungskabine und am Ende der Passagierkabine sind Toiletten- und Waschräume untergebracht. Zwei 28 m³ fassende Frachträume befinden sich unter der Kabine, ein Gepäckraum mit 7 m³ im Heck ist nicht druckbelüftet.
Die Tragfläche ist als Trapezfläche mit zweiteiligen Doppelspaltklappen an den Hinterkanten und manuell betätigten Querrudern ausgelegt. Sie besteht aus dem dreiholmigen, 22 m langen Mittelstück in Schalenbauweise und den beiden Außenflächen. In den inneren Tragflächen sind Falttanks zwischen den Tragflächenholmen eingebaut. In den Außenflügeln sind Integraltanks verwendet worden. Der Kraftstoffvorrat beträgt insgesamt 18.000 kg. An der Flügelwurzel beträgt die Profildicke 15,4 % der Profiltiefe und an der Flügelspitze 12,3 %. Das Leitwerk mit ebenfalls manuell betätigten Seiten- und Höhenruder ist konventionell ausgeführt. Es besteht aus dem trapezförmigen, zweiholmigen Seitenleitwerk mit einem Seitenruder von etwa 35 % Tiefe und dem ebenfalls trapezförmigen, aber ungepfeilten Höhenleitwerk mit 35–40 % Rudertiefe. Sämtliche Ruder des Leitwerks sowie das rechte Querruder verfügen über Federtrimmklappen.
Das Hauptfahrwerk mit etwa 9 m Spurweite ist vierrädrig und zieht nach dem Vorklappen der Radgondel um 90° nach vorne in die inneren Triebwerksgondeln hydraulisch ein. Das Ausfahren geschieht durch das Eigengewicht und den Staudruck. Das Bugrad ist doppelt bereift, hydraulisch lenkbar und wird ebenfalls nach vorn eingezogen. Dies soll ein kontrolliertes Herausfallen des Fahrwerks bei Störungen der Hydraulik ermöglichen. Die großen Fahrwerksklappen sind nur beim Ein- bzw. Ausfahrvorgang geöffnet. Kleine Fahrwerksklappen bleiben im ausgefahrenen Zustand geöffnet.
Der Antrieb der Il-18 besteht aus vier PTL-Triebwerken, welche in Gondeln über den Tragflächen angeordnet sind. Die ersten Serienflugzeuge hatten NK-4-Triebwerke mit je 4000 WPS und 245 g/PSh Verbrauch, die später durch leicht geänderte, in AI-20 umbenannte Triebwerke der Il-18A ersetzt wurden. Die Vierblatt-Propeller sind hydraulisch verstellbar, können bei Ausfall des Hydrauliksystems aber auch elektrisch oder mechanisch verstellt werden. Das Flugzeug ist so konstruiert, dass auch beim Ausfall von zwei Triebwerken gestartet oder geflogen werden kann.

## Flugerprobung und Rekorde
Am 4. April 1957 erfolgte der Erstflug des als Moskwa (Moskau) betitelten Prototyps mit Testpilot Wladimir Kokkinaki und dem vorläufigen (kyrillischen) Luftfahrzeugkennzeichen СССР-Л5811. Die Werks- und staatliche Zulassungserprobung lief bis zum 27. August 1958. Fast parallel lief eine Einsatzerprobung durch die Aeroflot von Januar 1958 bis April 1959 an.
Mit der Il-18 wurden mehrere Flugrekorde erflogen und der FAI gemeldet. Dazu gehören unter anderem zwei Steigflugrekorde am 14. und 15. November 1958 mit 15 t Nutzlast auf 12.471 m und 10 t Nutzlast auf 13.154 m. Auch zwei Rundflugrekorde wurden gemeldet; am 19. August 1959 wurde mit 719,4 km/h eine Strecke von 2000 km und 15 t Nutzlast zurückgelegt. Am 2. Februar 1960 gelang der Transport von 10 t Nutzlast auf einer Strecke von 5000 km mit einer Geschwindigkeit von 693 km/h.

## Varianten

Dreiseitenriss der Il-18W

IL-18 auf einer Briefmarke der DDR von 1969

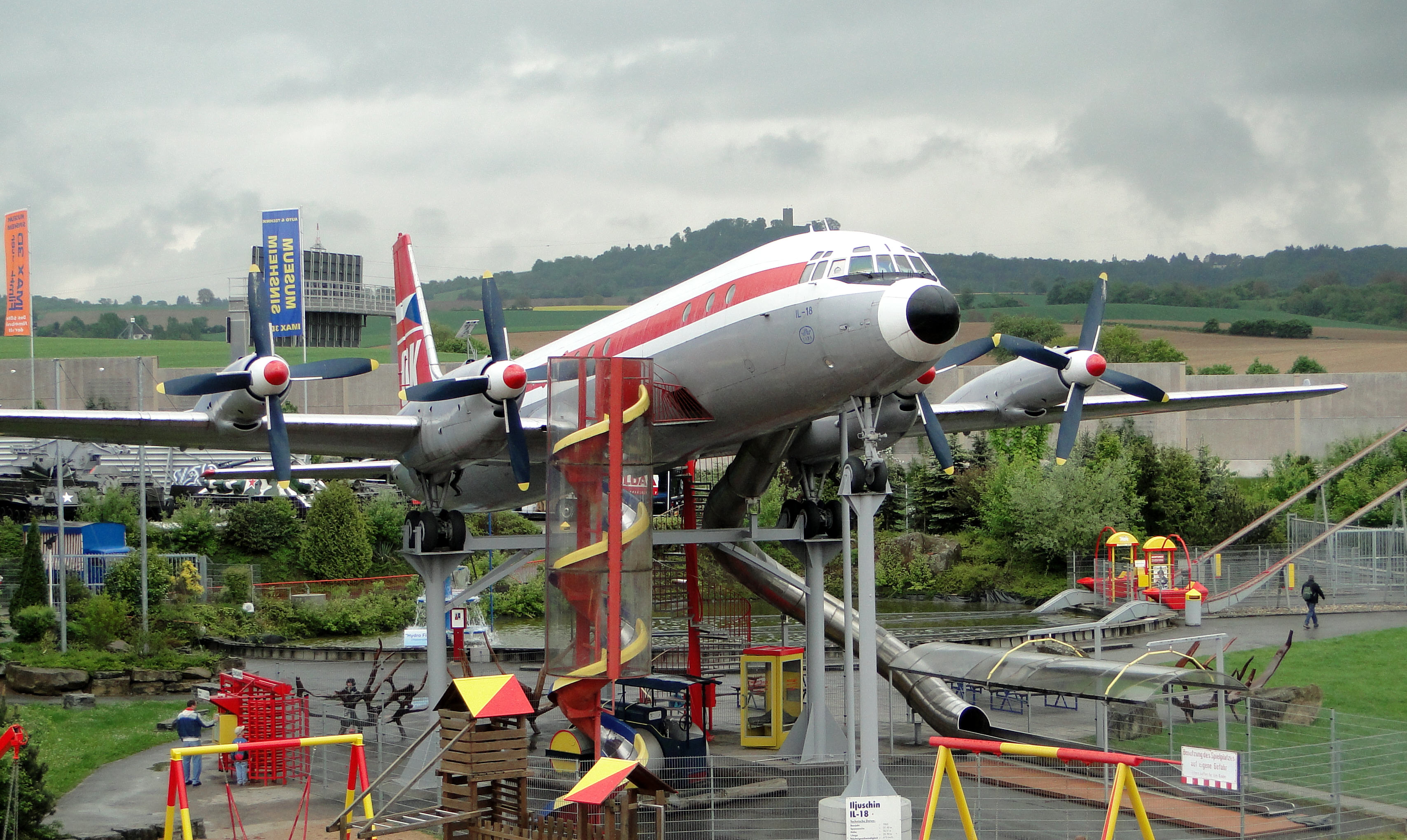
Iljuschin Il-18 im Technik-Museum Sinsheim

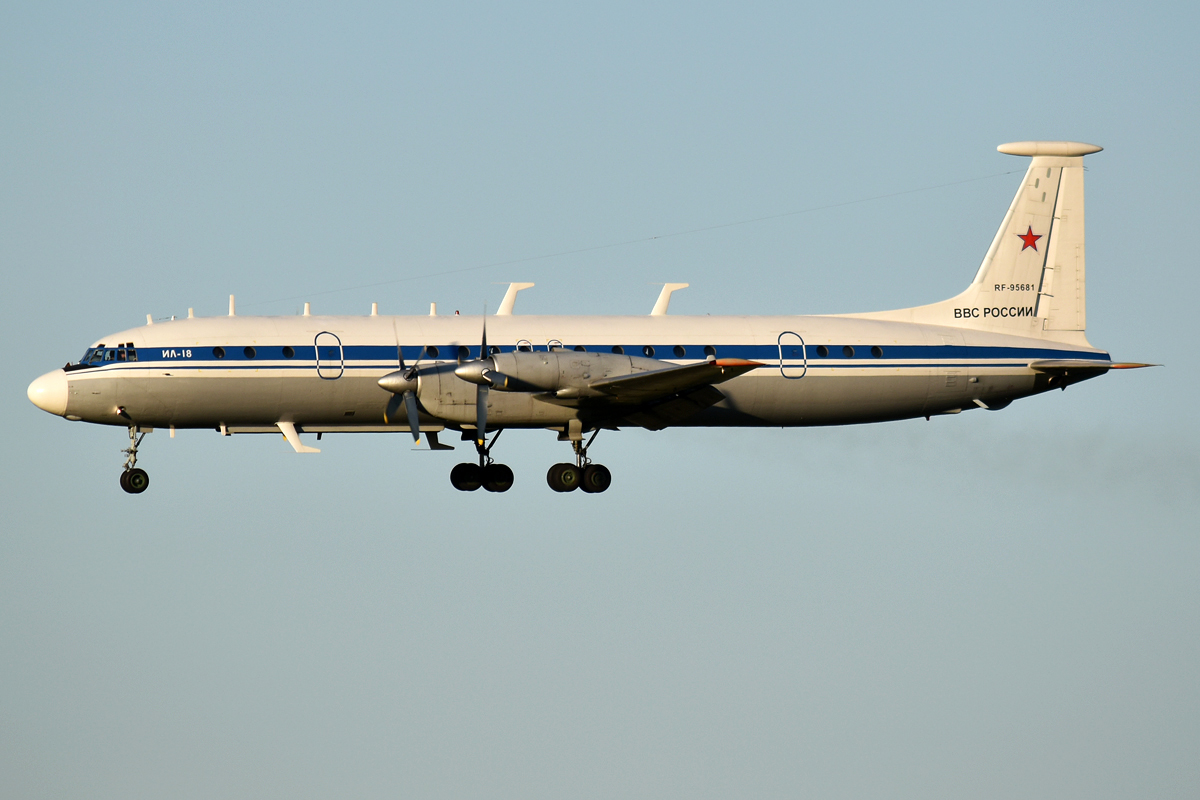
Il-22M-11 'RF-95681'

Il-18ABasisversion, welche ab dem November 1958 im Flugzeugwerk Nr. 30 Moskau-Chodynka in 20 Exemplaren produziert wurde. Nach mehreren Zwischenfällen wurde entschieden, dass statt des Triebwerkes NK-4 zukünftig das AI-20 als Antrieb zum Einsatz kommen sollte.
Il-18BAb dem 21. Serienexemplar wurde das stärkere Triebwerk AI-20K mit dem Vierblattpropeller AW-681 in die Il-18 eingebaut. Diese Version besaß nun eine erhöhte Startmasse und Nutzlast und war zur Druckbetankung eingerichtet. Die Kabine wurde auf 84 Passagiere vergrößert.
Il-18WDie von Frühjahr 1961 bis 1965 meistgebaute Variante hatte eine Kabine für 100 Passagiere. Weitere Änderungen an der Kabine betrafen eine Neuordnung der Türen und Fenster zur Reduzierung der Lärmbelastung durch die Triebwerke. Über den Sitzen wurden Leseleuchten und Frischluftdüsen angebracht.
Il-18DDie ursprünglich als Il-18I bezeichnete Version wurde ab 1964 produziert. Diese Version erhielt AI-20M-Triebwerke mit 4.310 PS (3.170 kW), was zu einer maximalen Startmasse von 64.000 kg bei einer Startstrecke von 1370 m führte. Zusätzliche Tanks wurde im Tragflächenmittelstück installiert. Die Reichweite erhöhte sich dadurch auf 6500 km. Durch eine Verlagerung des hinteren Druckspantes in Richtung Heck vergrößerte sich die Kabine und es fanden in enger Sitzanordnung bis zu 122 Passagiere Platz.
Il-18EDiese Version ist bis auf die Zusatztanks identisch mit der Il-18D und wurde zeitgleich produziert.
Il-18MEine Il-18W wurde zu einer Kurzstreckenversion für Flüge von 1600 km umgebaut. Die Passagierkapazität sollte auf bis zu 126 erhöht werden. Weitere konstruktive Änderungen betrafen die Steuerungssysteme.
Il-18TSEine Version der Il-18 als Sanitätsflugzeug.
Il-18TFrachterversion, welche durch die Umrüstung ausgemusterter Passagierversionen entstand. Das Flugzeug wurde mit einem 3,5 m breiten kraftbetätigten Frachttor am Heck versehen. Außerdem wurde der Kabinenboden mit Aluminium- und Titanplatten verstärkt und mit einem Rollensystem ausgestattet. Es wurden etwa 200 Flugzeuge umgerüstet.
Il-18GrFrachterversion aus umgerüsteten Passagierflugzeugen wie Il-18T, ohne Frachttor.
Il-18GrMFrachterversion aus umgerüsteten Passagierflugzeugen, mit Frachttor.
Il-18DORRVersion zur Aufspürung von Fischschwärmen
Il-18ZAO „Zyklon“Version eines meteorologischen Forschungsflugzeuges.
Il-18GGOGeophysikalisches Forschungsflugzeug
Il-18LLForschungsflugzeug für die Luftfahrtindustrie
Il-18NVersion zur Eisaufklärung
Il-18USchAusbildungsflugzeug für Navigatoren
Il-22MFliegender Gefechtsstand (Wosduschny komandny punkt) der russischen Streitkräfte mit ELINT. (Inkohärente Bezeichnung: Wie alle Il-18 mit Turbopropantrieb. Baulich kein Zusammenhang mit dem Bomber Il-22, der Jetantrieb aufweist.) Russland hatte mit Stand Mai 2023 bis zu 12 Exemplare, verlor davon 1, abgeschossen beim Aufstand der Gruppe Wagner in Russland im Juni 2023.

## Einsatz und Export

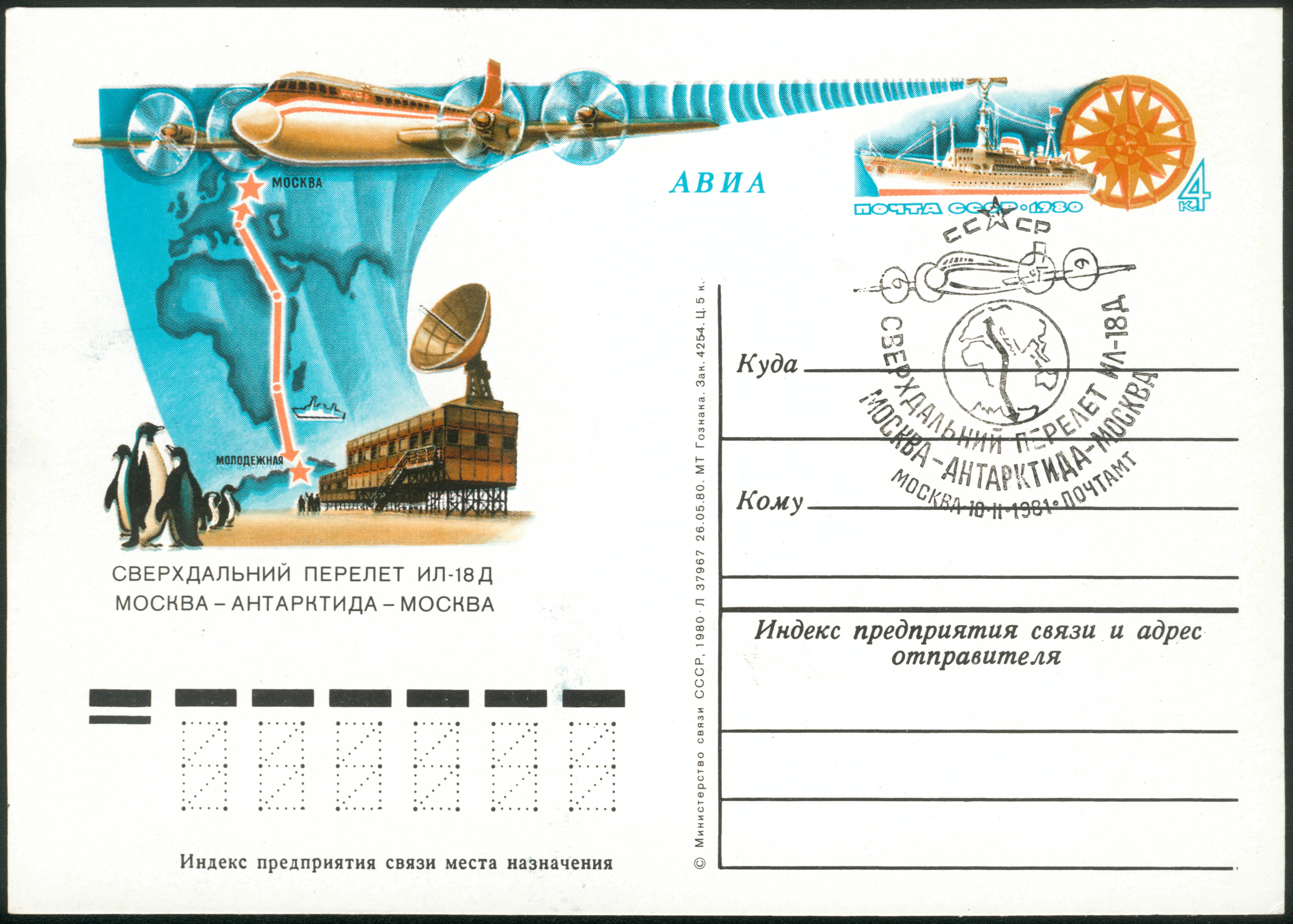
Sowjetische Sonderganzsache (Postkarte) anlässlich des Langstreckenfluges der Il-18D Moskau–Antarktis–Moskau 1981

Ursprünglich wurde die Il-18 geplant, um die Li-2 und die Il-12 auf dem Streckennetz der Aeroflot zu unterstützen bzw. abzulösen. Am 20. April 1959 begann der Liniendienst bei der Aeroflot. Dazu starteten an diesem Tag zwei Il-18 vom Flughafen Moskau-Wnukowo zu den Zielen Alma-Ata bzw. Sotschi-Adler. Im Jahr 1960 wurden bereits 72 Linien mit Il-18 bedient. Im Jahr 1962 waren es 210, 1964 334 und 1966 über 500 Ziele, die mit Il-18 angeflogen wurden. In den 1960er und 1970er Jahren wurde etwa ein Drittel des jährlichen Transportvolumens der Aeroflot mit Il-18 abgewickelt.
Im Dezember 1961 landete eine Il-18W erstmals in der Antarktis, wozu der Kraftstoffvorrat auf 31.000 Liter erhöht worden war. Im Dezember 1963 landeten zwei Maschinen dieses Typs in der Antarktis. Seit 1980 wurde diese Strecke mehrmals im Jahr mit Il-18D beflogen. Ende März 1977 landete erstmals eine Il-18 bei der Forschungsstation SP-22 auf driftendem Eis im Arktischen Ozean.
Mit der Il-18 gelang Iljuschin auch ein großer Erfolg auf dem Exportmarkt. So wurden über 120 Il-18 vorrangig an Staaten des Rates für gegenseitige Wirtschaftshilfe geliefert. Zu den Kunden zählten Bulgarien, China, Kuba, Nordkorea, Polen, Rumänien, die Tschechoslowakei, Ungarn und Vietnam. Weitere Nutzer waren Afghanistan, Ägypten, Algerien, Ghana, Guinea, Jemen, Jugoslawien, Mali und Mauretanien. Ab 1960 wurden 16 Exemplare an die DDR geliefert und von der Deutschen Lufthansa und später der Interflug eingesetzt. Sie waren bis zur Einführung der Tu-134 und Il-62 die einzigen auf den Mittel- bzw. Langstrecken dieser Fluggesellschaften eingesetzten Flugzeuge. Die Regierungsflieger der NVA nutzten sechs Il-18 in der Salonvariante beispielsweise für Staatsbesuche.

## Zwischenfälle
Von 1958 bis Oktober 2018 kam es beim Betrieb der IL-18 zu 100 Totalverlusten. Dabei gab es 2501 Tote. Beispiele:
- Am 28. März 1961 brach auf dem Flug von Prag nach Zürich eine Iljuschin Il-18W der tschechoslowakischen CSA (Luftfahrzeugkennzeichen OK-OAD) während des Reiseflugs auseinander und stürzte auf ein Feld bei Oberrüsselbach (Landkreis Forchheim), ca. 20 km nordöstlich von Nürnberg. Alle 52 Insassen (44 Passagiere und acht Crewmitglieder) kamen dabei ums Leben (siehe auch ČSA-Flug 511 (28. März 1961)).[7][8][9]

- Am 17. Dezember 1961 berührte auf einem Flug einer Iljuschin Il-18 der sowjetischen Aeroflot (CCCP-75654) von Moskau nach Sotschi der Flugingenieur versehentlich in Reiseflughöhe den Hebel zur Aktivierung der Landeklappen. Die Klappen wurden daraufhin auf 40 Grad voll ausgefahren, wodurch es zum Kontrollverlust und Absturz kam. Alle 59 Insassen der Maschine starben.[10]

- Am 26. Februar 1963 musste eine Iljuschin Il-18W der Aeroflot (CCCP-75732) auf dem gefrorenen Meer der Jemlinskaja-Bucht notgelandet werden. Durch eine undichte Leitung in Triebwerk Nr. 2 war heiße Luft entwichen, die auf weitere Leitungen traf, die für Elektrik, Treibstoffversorgung und die Segelstellung zuständig waren. Dadurch fielen Triebwerke Nr. 1 und Nr. 2 aus, deren Propeller auch nicht in die Segelstellung gebracht werden konnten, sondern ins sogenannte „Windmilling“ gerieten; außerdem brach ein Feuer aus. Obwohl mindestens drei Insassen sich nach der Notlandung aus eigenen Kräften aus der Maschine befreien konnten, starben letztlich alle 10 Insassen, da in dem Gebiet Temperaturen von −18 °C herrschten und die Maschine erst nach sechs Tagen gefunden wurde (siehe auch Flugunfall der Iljuschin Il-18 CCCP-75732 der Aeroflot).

- Am 4. April 1963 schaltete das Triebwerk Nr. 4 einer Iljuschin Il-18W der Aeroflot (CCCP-75866) auf einem Flug von Moskau nach Krasnojarsk in einer Flughöhe von 8.000 Metern in die Schubumkehr, was so viel Luftwiderstand erzeugte, dass die Piloten die Kontrolle über die Maschine verloren. Die Maschine stürzte bei Urachtscha in Tatarstan zu Boden, wobei alle 67 Insassen starben.[11]

- Am 24. November 1966 wurde eine Il-18W der bulgarischen TABSO (LZ-BEN) nach dem Start 8 Kilometer vom Flughafen Bratislava (Tschechoslowakei) entfernt in das umliegende Gebirge geflogen. Alle 82 Personen an Bord wurden getötet.[12]

- Am 5. September 1967 verunglückte eine Iljuschin Il-18 der ČSA – Československé aerolinie (OK-WAI) beim Start vom Flughafen Gander. Dabei fanden 37 Personen den Tod.[13]

- Am 16. November 1967 stürzte eine Il-18W der Aeroflot (CCCP-75538) kurz nach dem Start zum Flughafen Taschkent drei Kilometer östlich des Flughafens Jekaterinburg auf einen Acker. Nach dem Abheben war ein Triebwerksbrand entstanden; der betreffende Propeller konnte jedoch nicht in die Segelstellung gebracht werden. Durch den erhöhten Luftwiderstand in Verbindung mit dem maximalen Startgewicht kam es in einer Höhe von 200 Meter zum Kontrollverlust und Absturz. Keiner der 99 Passagiere und 8 Besatzungsmitglieder überlebte den Absturz.[14]

- Am 3. September 1968 wurde eine Il-18E der bulgarischen Bulair (LZ-BEG) auf dem Rückflug von Dresden im Anflug auf den Flughafen Burgas beim Umfliegen von Schauern und einem Gewitter in einer Höhe von knapp 200 Metern bei Karnobat ins Gelände geflogen, 45 Kilometer vor dem Zielflughafen. Bei diesem CFIT (Controlled flight into terrain) wurden 47 der 89 Personen an Bord getötet.[15]

- Am 20. März 1969 verunglückte eine Il-18D der ägyptischen United Arab Airlines (SU-APC) auf einem außerplanmäßigen Flug von Dschidda nach Assuan bei der Landung auf dem Zielflughafen und ging in Flammen auf. Nur 5 der 105 Personen an Bord überlebten den Unfall. Beim Anflug im Sandsturm auf den schlecht ausgerüsteten Flughafen flogen die Piloten unter die Entscheidungshöhe, auch bedingt durch ihre starke Übermüdung aufgrund überlanger Dienstzeiten ohne geeignete Ruhezeiten (siehe auch Flugunfall einer Iljuschin Il-18 der United Arab Airlines bei Assuan).[16]

- Am 18. Januar 1971 wurde eine Iljuschin Il-18D der Balkan Bulgarian Airlines (LZ-BED) im Endanflug auf den Flughafen Zürich mit der linken Tragfläche in den Boden 700 m vor der Landebahn 16 geflogen. Durch diesen CFIT (Controlled flight into terrain) 900 Meter vor der Landepiste 16 wurden sieben Crew-Mitglieder und 38 Passagiere getötet, nur ein Kind und der Flugkapitän überlebten (siehe auch Balkan-Bulgarian-Airlines-Flug 130).[17]

- Am 28. August 1971 stürzte eine Iljuschin Il-18W der ungarischen Malév (HA-MOC) beim Endanflug auf den Flughafen von Kopenhagen nahe der Insel Saltholm in den Öresund. Flugzeugführer war der bekannte ungarische Weltkriegsflieger Dezső Szentgyörgyi, der im Anflug die Kontrolle über das Flugzeug verlor. Von den 34 Insassen überlebten nur 2 Passagiere den Unfall (siehe auch Malév-Flug 731).[18]

- Am 21. Dezember 1971 rollte eine Iljuschin Il-18W der Balkan Bulgarian Airlines (LZ-BES) nach dem Start vom Flughafen Sofia unkontrolliert nach links und stürzte in eine Grünfläche links von der Startbahn. Die Unfalluntersuchung ergab, dass bei einer Wartung zuvor die Kabel für die Steuerung der Querruder vertauscht worden waren, was eine inverse Steuerung zur Folge hatte. Ein Steuerbefehl des Kapitäns nach rechts verursachte damit die Rollbewegung nach links. Von den 73 Insassen starben 28, darunter die Sängerin Pascha Christowa (siehe auch Flugunfall der Iljuschin Il-18 LZ-BES der Balkan Bulgarian Airlines).

- Am 1. Oktober 1972 stürzte eine Iljuschin Il-18W der Aeroflot (CCCP-75507) kurz nach dem Start vom Flughafen Sotschi ins Schwarze Meer, wobei alle 109 Insassen starben. Da ein Großteil der Trümmer nie geborgen wurde, konnte die Absturzursache nie geklärt werden (siehe auch Aeroflot-Flug 1036).

- Am 3. März 1973 ging im Landeanflug einer Iljuschin Il-18W der Balkan Bulgarian Airlines (LZ-BEM) auf den Flughafen Moskau-Scheremetjewo plötzlich die Kontrolle verloren, woraufhin die Maschine zu Boden stürzte und alle 25 Insassen starben. Die Ermittler vermuteten, dass der Unfall durch vereiste Höhenruder in Kombination mit einer starken Nickbewegung verursacht wurde (siehe auch Balkan-Bulgarian-Airlines-Flug 307).

- Am 27. April 1974 explodierte kurz nach dem Start einer Iljuschin Il-18W der Aeroflot (CCCP-75559) vom Flughafen Leningrad zu einem Charterflug die Kompressorscheibe am Triebwerk Nr. 4, woraufhin Treibstoffleitungen durchtrennt wurden und das Triebwerk in Brand geriet. Den Piloten gelang es nicht mehr, den Flughafen für eine Notlandung zu erreichen. Bei dem Absturz in einem Feld starben alle 109 Insassen (siehe auch Flugunfall bei Leningrad 1974).

- Am 11. August 1974 verunglückte eine Il-18W der Air Mali (TZ-ABE) in Obervolta, dem heutigen Burkina Faso, infolge von Treibstoffmangel. Die Maschine befand sich auf einem Charterflug von Bamako nach Niamey (Niger). Aufgrund der Wetterlage am Zielflughafen entschied sich die Besatzung, nach Ouagadougou auszuweichen, erreichte den Flughafen aber aufgrund eines Navigationsfehlers nicht. Bei der Außenlandung kamen 47 der 60 Insassen ums Leben (siehe auch Flugunfall der Air Mali in Obervolta 1974).[19]

- Am 9. Dezember 1974 stürzte eine für Egypt Air betriebene Iljuschin Il-18D der rumänischen TAROM (YR-IMK) 20 km nordwestlich des Flughafens Dschidda ins Rote Meer. Kurz nach dem Start war der Kontakt zur Besatzung abgebrochen. Alle 6 Insassen dieses Positionierungsfluges starben (siehe auch Flugunfall einer Iljuschin Il-18 der Egyptair bei Dschidda 1974).[20]

- Am 15. Januar 1975 wurde eine auf einem Positionierungsflug vom Flughafen Berlin-Schönefeld zum Flughafen Budapest befindliche Iljuschin Il-18W der Malév (HA-MOH) bei einem versuchten Durchstarten 1.360 Meter hinter der Landebahn ins Gelände geflogen, wobei alle an Bord befindlichen neun Personen starben. Es wurde vermutet, dass der Flugkapitän bei dichtem Nebel die Landebahnbefeuerung mit der Beleuchtung des Vorfeldes verwechselt hatte (siehe auch Malév-Flug 801A).

- Am 28. Juli 1976 verunglückte eine Maschine der tschechoslowakischen Fluggesellschaft ČSA auf dem Flug von Prag nach Bratislava bei einem missglückten Durchstart-Manöver nach einem völlig instabilen Anflug nahe dem Flughafen Bratislava und stürzte in einen See. 76 Flugzeuginsassen wurden dabei getötet, 3 überlebten schwerverletzt (siehe auch ČSA-Flug 001).

- Im Februar 1977 (genaues Datum unbekannt) wurde eine Iljuschin Il-18 der chinesischen CAAC (B-204) auf dem Flughafen Shenyang Dongta (China) irreparabel beschädigt. Über Personenschäden ist nichts bekannt.[21]

- Am 26. März 1979 stürzt eine Iljuschin Il-18D (DM-STL) der Interflug kurz nach dem Start vom Flughafen Luanda in Angola ab. Ein Leistungsabfall an einem Triebwerk führte dazu, dass die überladene Maschine bei den hohen Außentemperaturen keine Höhe gewinnen konnte. Sie zerschellte in einer Senke hinter der Startbahn. Mehrere Explosionen und Feuer zerstörten das Flugzeug völlig. Alle zehn Insassen kamen ums Leben (siehe auch Flugunfall der Interflug bei Luanda).

- Am 24. Dezember 1982 entstand an Bord einer Il-18B kurz vor der Landung auf dem Flughafen Guangzhou-Baiyun (alt) ein Brand. Die Maschine der staatlichen chinesischen Fluggesellschaft CAAC konnte sicher gelandet werden und eine Evakuierung wurde eingeleitet. Von den 69 Personen an Bord starben 25 Passagiere, 37 Personen wurden verletzt. Der Brand war durch die Zigarette verursacht worden, die ein Passagier versehentlich in eine unzugängliche Lücke zwischen der Sitzschiene und der Innenwand der Kabine fallen ließ (siehe auch CAAC-Flug 2311).

- Am 18. Januar 1988 stürzte eine Iljuschin Il-18D der China Southwest Airlines (B-222) während des Landeanfluges auf den Flughafen Chongqing-Jiangbei etwa 32 Kilometer vor dem Ziel ab. Ursache war das Abreißen eines Triebwerks und der Ausfall eines weiteren. Alle 108 Menschen an Bord (10 Besatzungsmitglieder und 98 Passagiere) kamen dabei ums Leben (siehe auch China-Southwest-Airlines-Flug 4146).[22]

- Am 14. August 1991 kollidierte eine aus Bukarest kommende Frachtmaschine des Typs Iljuschin Il-18 der rumänischen TAROM (YR-IMH) aufgrund eines zu tiefen Landeanflugs auf den Flughafen Timișoara mit bergigem Gelände. Bei diesem CFIT (Controlled flight into terrain) wurden alle neun Menschen an Bord getötet.[23]

- Am 15. November 1992 wurde eine Il-18D der kubanischen Aerocaribbean (CU-T1270) beim Anflug auf den Flughafen Puerto Plata (Dominikanische Republik) 14 Kilometer vor dem Ziel in einen Berg geflogen. Keiner der 34 Insassen überlebte diesen Controlled flight into terrain (CFIT).[24]

- Am 24. Juni 2023 wurde eine fliegende Kontrollstation (Typenbezeichnung Il-22M mit dem Kennzeichen RA-75917) in der Nähe von Kantemirowka von der Söldnerorganisation Gruppe Wagner abgeschossen. Dabei kamen alle Insassen ums Leben.[25]

- Am 14. Januar 2024 meldeten ukrainische Medien, dass eine Il-22M über dem Asowschen Meer von einer Rakete schwer beschädigt worden sei und notlanden musste. Das Flugzeug meldete ein Notsignal an den Flughafen Anapa.[26]

## Technische Daten
| Kenngröße             | Daten Iljuschin IL-18D                                                                        |
| --------------------- | --------------------------------------------------------------------------------------------- |
| Besatzung             | 4 (Kommandant, Kopilot, Flugingenieur, Navigator) + 2–3 Flugbegleiter                         |
| Passagiere            | max. 120                                                                                      |
| Länge                 | 35,90 m                                                                                       |
| Spannweite            | 37,40 m                                                                                       |
| Höhe                  | 10,17 m                                                                                       |
| Flügelfläche          | 140 m²                                                                                        |
| Flügelstreckung       | 10,0                                                                                          |
| Leermasse             | 35.000 kg                                                                                     |
| Startmasse            | max. 64.000 kg                                                                                |
| Rollmasse             | max. 64.500 kg                                                                                |
| Landemasse            | max. 52.600 kg                                                                                |
| Nutzlast              | max. 13.500 kg                                                                                |
| Leertankmasse         | max. 48.800 kg                                                                                |
| Kraftstoff            | max. 30.000 l (24.000 kg)                                                                     |
| Antrieb               | vier Iwtschenko-AI-20M-Turboproptriebwerke                                                    |
| Leistung              | je 4.310 PS (3.170 kW)                                                                        |
| Luftschrauben         | AW-68 I (4,5 m Durchmesser)                                                                   |
| Hilfsenergieanlage    | TG-16M (28 Volt Gleichstromversorgung mit Startergenerator GS 24)                             |
| Höchstgeschwindigkeit | 675 km/h                                                                                      |
| Reisegeschwindigkeit  | 650 km/h                                                                                      |
| Dienstgipfelhöhe      | 10.000 m                                                                                      |
| Reichweite            | 6.500 km                                                                                      |
| Startstrecke          | 1.370 m                                                                                       |
| Allwettertauglichkeit | ICAO CAT 1 (Betriebsstufe I) 60 m Entscheidungshöhe / 800 m (Sicht) oder 550 m Landebahnsicht |